# Laives, Sydtyrolen
Laives (italienskt uttal: [ˈlaives], tyska: Leifers [ˈlaɪfɐs]) är en stad och kommun i provinsen Sydtyrolen i regionen Trentino-Sydtyrolen i norra Italien. Den är belägen cirka 8 kilometer söder om Bolzano. Kommunen har 18 468 invånare (2024), på en yta av 24,11 km². Enligt 2024 års folkräkning talar 74,47 % av befolkningen italienska, 25,16 % tyska och 0,36 % ladinska som modersmål.

## Orter
Orter (località) i kommunen Laives med fler än 20 invånare (inom parentes invånarantal 2021):

- Laives/Leifers (11 111)
- Pineta/Steinmannwald (2 263)
- San Giacomo/St. Jakob (3 694)